# Tetanos

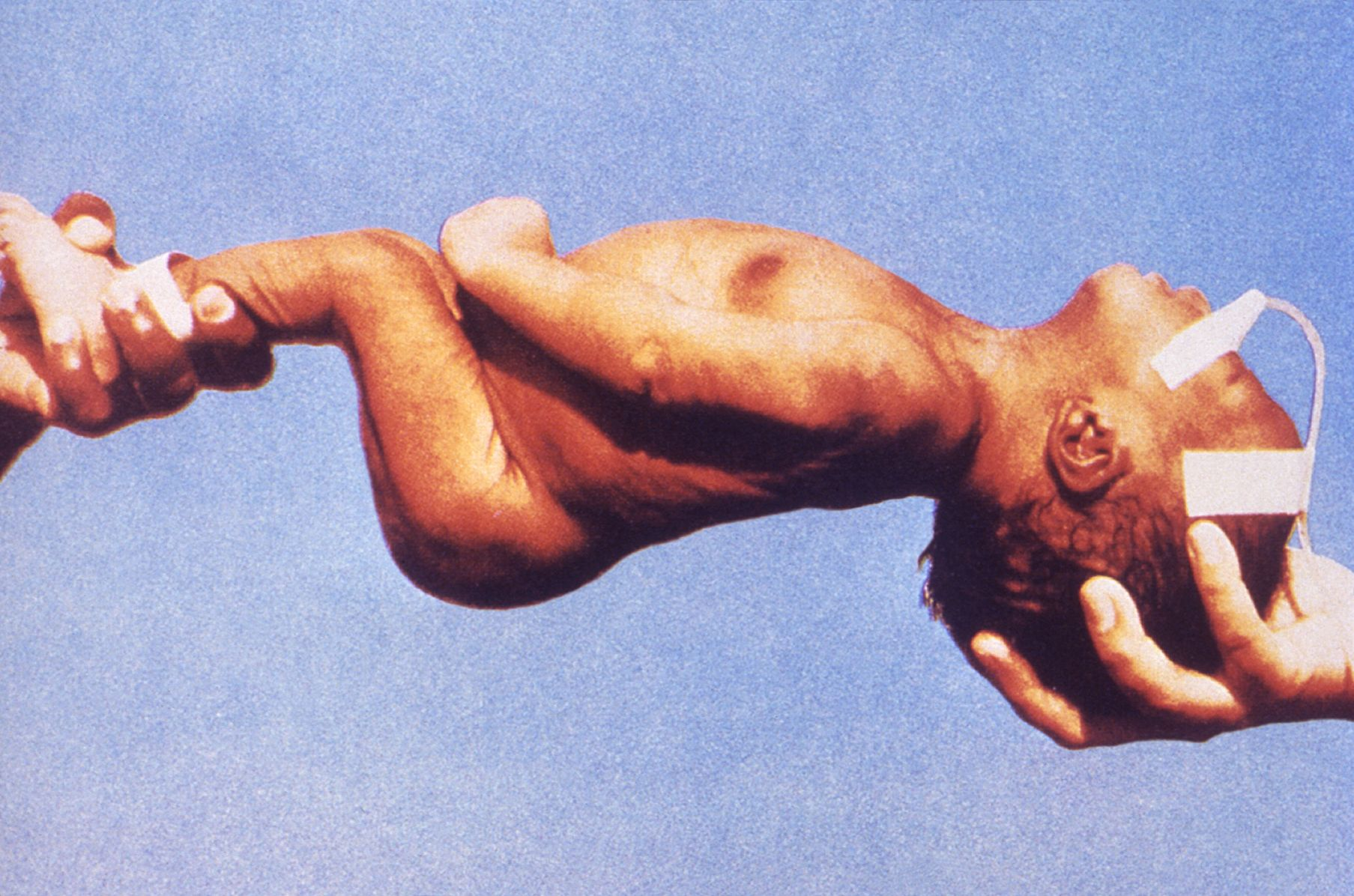
Tetanos neonatal, cu contractură în opistotonus

Tetanosul este o boală infecțioasă gravă, cu potențial fatal, cauzată de clostridium tetani ce produce 2 exotoxine: tetanospazmina si tetanolizina (Clostridium tetani).
Bacilul acestei boli a fost izolat pentru prima dată de către bacteriologul japonez Kitasato Shibasaburō⁠(d).
Forma de rezistență, sporulată, a bacteriei se găsește în sol pe toate ariile geografice. Germenul pătrunde în organism la nivelul soluțiilor de continuitate produse prin diverse tipuri de traumatisme, cum sunt plăgile înțepate sau plăgile datorate unor mușcături. Îmbolnăvirea se produce ca urmare a germinării sporilor și multiplicării bacteriei, care produce două toxine puternice. Dintre acestea, tetonospasmina, care inhiba eliberarea de neuromediatori inhibitori (glicina,GABA) din membrana presinaptica in fanta sinaptica, producind astfel o excitatie permanenta exprimata prin contracturi musculare. Cealaltă toxină, tetanolizina, produce leziuni la nivelul mușchiului cardiac. Toxina tetanică după gradul de toxicitate este pe locul doi pe lista substanțelor toxice după toxina botulinică.
Clasificarea după CIM-10:
- A33 - Tetanosul neonatorum
- generalizat
- localizat
- cefalic

## Definiție și simptome
Tetanosul, cunoscut și sub numele de trismus, este o infecție caracterizată prin spasme musculare. În cel mai comun tip, spasmele încep la nivelul maxilarului și apoi se răspândesc în restul corpului. Aceste spasme durează câteva minute de fiecare dată și apar frecvent, timp de trei și până la patru săptămâni. Spasmele pot fi atât de severe încât pot provoca fracturi ale oaselor. Alte simptome pot include: febră, durere de cap, probleme la înghițire, hipertensiune arterială și ritm cardiac alert. Debutul simptomelor are loc, de obicei, între trei și douăzeci de zile după infectare. Recuperarea poate dura luni de zile. Aproximativ 10% din cei infectați mor..

## Cauze și diagnostic
Tetanosul este cauzat de o infecție cu bacteria Clostridium tetani. În general, bacteriile intră printr-o rupere a pielii, cum ar fi o tăietură sau o plagă cauzată de un obiect contaminat. Bacteriile sunt întâlnite, de obicei, în sol, praf și bălegar. Bacteriile produc toxine care infectează contracțiile musculare, rezultând în simptomele tipice. Diagnosticul este bazat pe semnele și simptomele care apar. Boala nu se răspândește de la om la om.

## Prevenire, tratament și prognoză
Infecția poate fi prevenită printr-o imunizare adecvată cu vaccinul antitetanos. La acele persoane cu răni semnificative și mai puțin de trei doze de vaccin, se recomandă atât imunizarea, cât și administrarea globulinei imune tetanice. La acele persoane pentru care globulina imună tetanică nu este disponibilă, se folosește imunoglobulina tetanică (IGIV). Rana ar trebui curățată, iar orice țesut mort îndepărtat. Miorelaxantele pot fi folosite pentru a controla spasmele. Ventilația mecanică poate fi necesară dacă respirația unei persoane este afectată.

## Epidemiologie și istoric
Tetanosul apare în toate zonele globului, dar este mai frecvent în zonele cu climat cald și umed, unde solul conține multă materie organică. Acesta a cauzat aproximativ 59.000 de decese în anul 2013 – de la 356.000 în 1990. O descriere a bolii de către Hipocrate datează cel puțin din secolul al V-lea Î.H. Cauza bolii a fost stabilită în 1884, iar vaccinul a fost creat în 1924.